# Emeline Bay
Die Emeline Bay (in der deutschen Kolonialzeit Emilienbai genannt) ist eine Bucht an der Nordküste im Westen der Insel Neubritannien. Sie liegt in der Provinz West New Britain von Papua-Neuguinea.

## Geographie
Das Gebiet der Bucht ist vulkanischen Ursprungs. Die Küstenlinie ist von gehobenen Korallenkalken, Riffen und Sandbänken geprägt. Die Bucht selbst ist etwa drei Kilometer breit und reicht etwa drei Kilometer tief in das Landesinnere.
Im Osten begrenzt die Halbinsel Maputu mit deren nördlichstem Punkt, dem Kap Rudiger Point die Bucht. Die Umgebung ist bewaldet und die Küstenlinie ist von einigen Ansiedlungen mit Plantagenwirtschaft gesäumt.
Eine Vielzahl Inseln sind der Bucht vorgelagert und zentral in der Bucht gelegen.

## Geschichte
Nach der deutschen Kolonialzeit wurde Neubritannien im Ersten Weltkrieg von australischen Marineeinheiten besetzt und war nach dem Krieg Teil des australischen Mandatsgebietes Territorium Papua.
Während des Zweiten Weltkriegs besetzte die japanische Armee Neubritannien im Januar 1942. Im April 1944 wurde die Gegend von alliierten Truppen zurückerobert. Anschließend übernahm Australien die Insel erneut unter Mandatsverwaltung. 1975 wurde sie Teil des unabhängigen Staates Papua-Neuguinea.